# Psylocke (cómic de 2024)
Psylocke es una serie de cómic estadounidense publicada por la editorial Marvel Comics.

## Historia de publicación
El título fue anunciado por primera vez el 27 de julio de 2024 en un panel de la Convención Internacional de Cómics de San Diego, anunciando también al equipo creativo de la serie, compuesto por la persona escritora Alyssa Wong (quien previamente había trabajado para Marvel en títulos como Deadpool y Doctora Aphra) y el dibujante Vincenzo Carratù, quien previamente ilustró la miniserie Dracula: Blood Hunt.
La serie forma parte de la iniciativa From the Ashes, consistente en un relanzamiento general de todos los títulos de la línea X-Men, tras el fin de la era de Krakoa, y los eventos de esta serie sucederán en paralelo con los de la serie X-Men, guionizada por Jed MacKay e ilustrada por Ryan Stegman. La idea de una serie regular centrada en Kwannon fue propuesta por primera vez por el editor Darren Shan, cuando Alyssa estaba finalizando los últimos números de Doctora Aphra, planteando la pregunta sobre por qué Kwannon elige ser una heroína cuando todos los eventos de su vida la han empujado en dirección contraria.
El título es el primer cómic en solitario de Psylocke protagonizado por la superheroína Kwannon, usando el alias que tradicionalmente usaba Betsy Braddock mientras esta estuvo atrapada en el cuerpo de la primera, hasta que ambas recuperaron sus cuerpos originales tras su resurrección en Krakoa. A través de entrevistas Alyssa confirmó la introducción de nuevas armas psíquicas y tecnología en la serie, así como el debut de un nuevo personaje de género no binario llamado Devon, que actuará como sidekick de la protagonista.
El primer número de la serie fue publicado el 13 de noviembre de 2024 en Estados Unidos, publicándose de forma mensual.